# Mursejler
Mursejleren (latin: Apus apus) er en fugleart.

## Udseende og adfærd
Den 16-17 centimeter lange fugl minder om arterne i svalefamilien, men hører til ordenen af sejlere. Deres ligheder er et resultat af, at deres levestil minder om hinanden. Etymologien af dens  videnskabelige navn Apus apus hidrører fra oldgræsk, hvor apous (άπους) betyder fodløs, uden fødder. Det er en henvisning til fuglens meget korte ben, der medfører, at den kun med besvær kan lette fra jorden. Til gengæld er de velegnede til at hage sig fast i lodrette flader, såsom klippeflader, træer eller husmure. Mursejleren menes oprindeligt at yngle i sprækker og huler i klipper samt aflagte spættehuller, men efterhånden som menneskets byggeri har sat sig præg på verden, har mursejleren udnyttet disse nye muligheder og er rykket ud af skove og klippeområder og ind i byerne. Det ses dog stadig, at musejlere yngler i træhuller, dog kun sjældent i Danmark. Mursejlerens afhængighed af menneskeskabte nicher og huller til redested kan skabe et problem for den, efterhånden som kvaliteten i byggeriet forbedres. Allerede nu er den, ligesom gråspurven, i talmæssig tilbagegang. 
Mursejleren er en trækfugl; om sommeren holder den til i Nordeuropa, mens den trækker til  vinterkvarteret i det sydlige Afrika. 
Mursejleren er en udbredt ynglefugl over hele Danmark bortset fra Vestjylland. Dette skyldes dog ikke mangel på redepladser, men derimod mangel på føde, idet den stærke vestenvind blæser insekterne væk fra de højder, som mursejleren jager i. Dens jagtrevir, luftrummet, gør den ellers meget fleksibel som ynglefugl, og den stiller da heller ikke store krav i valg af redeplads. Mursejleren bygger sin rede i nicher ved hjælp af fjer og tørt græs, som limes sammen af fuglens spyt, hvorfor spytkirtlerne vokser i yngletiden. Ældre mursejlere vender meget trofast tilbage til nøjagtig samme redeplads hvert år, og ungerne vil søge redepladser i samme område. 
Mursejleren jager flyvende insekter, ligesom bysvalen og landsvalen. Disse tre fugle har dog, til en vis grad, delt luftrummet op imellem sig, Landsvalen jager tættest på jorden, bysvalen søger sin føde noget højere oppe, mens mursejleren går endnu højere op. Flyvende insekter er mursejlerens eneste bytte, og da disse kan forsvinde i kolde og regnfulde perioder, har mursejleren tilpasset sig ved at kunne gå i dvale. På den kan den måde klare sig uden føde i 5-6 dage. Ungerne kan blive i dvale helt op til 10-12 dage.
Mursejleren lægger normalt to (undtagelsesvist tre) æg med en dags mellemrum. Udrugningen varer 18-20 dage, og ungerne befinder sig i reden mellem 37 og 56 dage, afhængigt af vejret, den gennemsnitlige tid er 40-42 dage. I gode år bliver op imod 95% af ungerne flyvefærdige, men det er helt ned til 31% i dårlige år. Mursejlere yngler i en alder af 2-4 år og kan blive over 20 år gamle. Den ældste ringmærkede mursejler, som man har fundet, var 21 år.
Mursejleren er en formidabel flyver, jagthastigheden er 40 kilometer i timen, og den kan på korte stræk nå op over 100 kilometer i timen. De er ofte blevet observeret om natten i stor højde, mellem 1.000 og 2.000 meter oppe, hvor mursejleren desuden menes at kunne sove i kortere tidsrum ad gangen. Mursejleren er i sikkerhed for rovdyr ved at tilbringe natten der.

## Ekstern henvisning
- Hjemmeside om mursejleren (på flere sprog)
- Mursejlerne.dk